# 加利福尼亚州圣迭戈圣殿

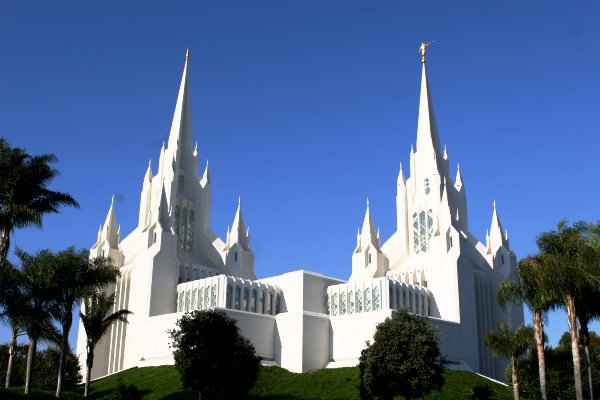
加利福尼亚圣迭戈圣殿

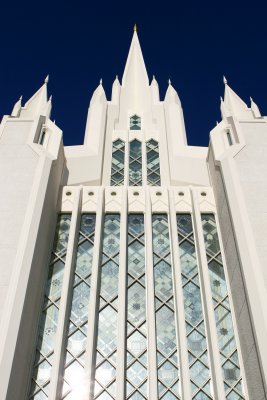
花窗玻璃

加利福尼亚圣迭戈圣殿（英語：San Diego California Temple）是耶稣基督后期圣徒教会第45个开放的圣殿，位于美国加州圣迭戈的拉霍亚。
加利福尼亚圣迭戈圣殿有两个大尖塔，每个大尖塔的底部又有4个小尖塔。东塔顶部为天使莫罗尼雕像。
它靠近5号州际公路，是进出圣迭戈的重要地标，其明亮的照明使它在夜间更为明显。
加利福尼亚圣迭戈圣殿于1984年4月7日宣布修建，1993年4月30日奉献。占地7.2英亩。

## 参考文献

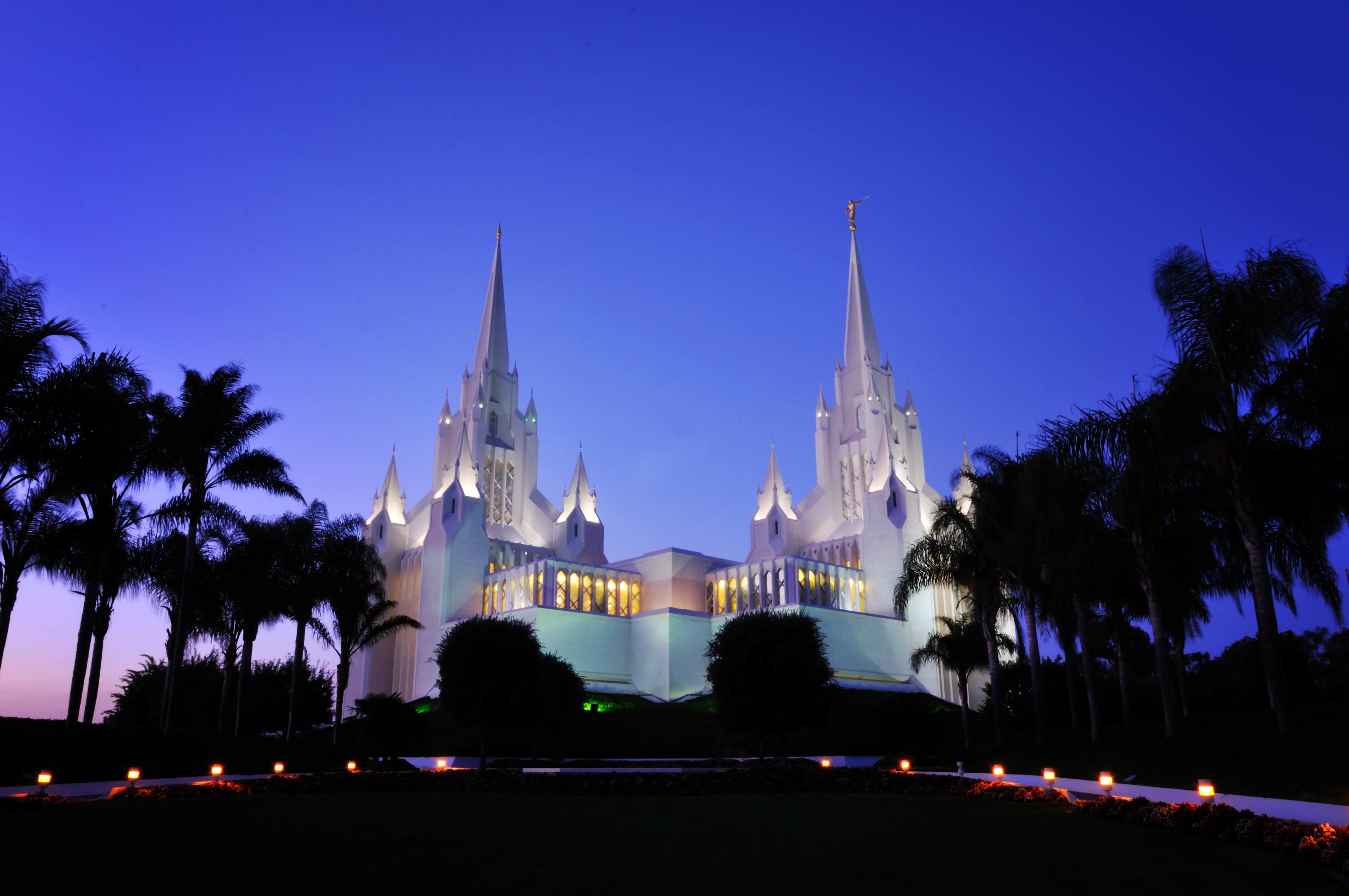
黄昏的加州圣迭戈圣殿